# Kawakami Otojirō

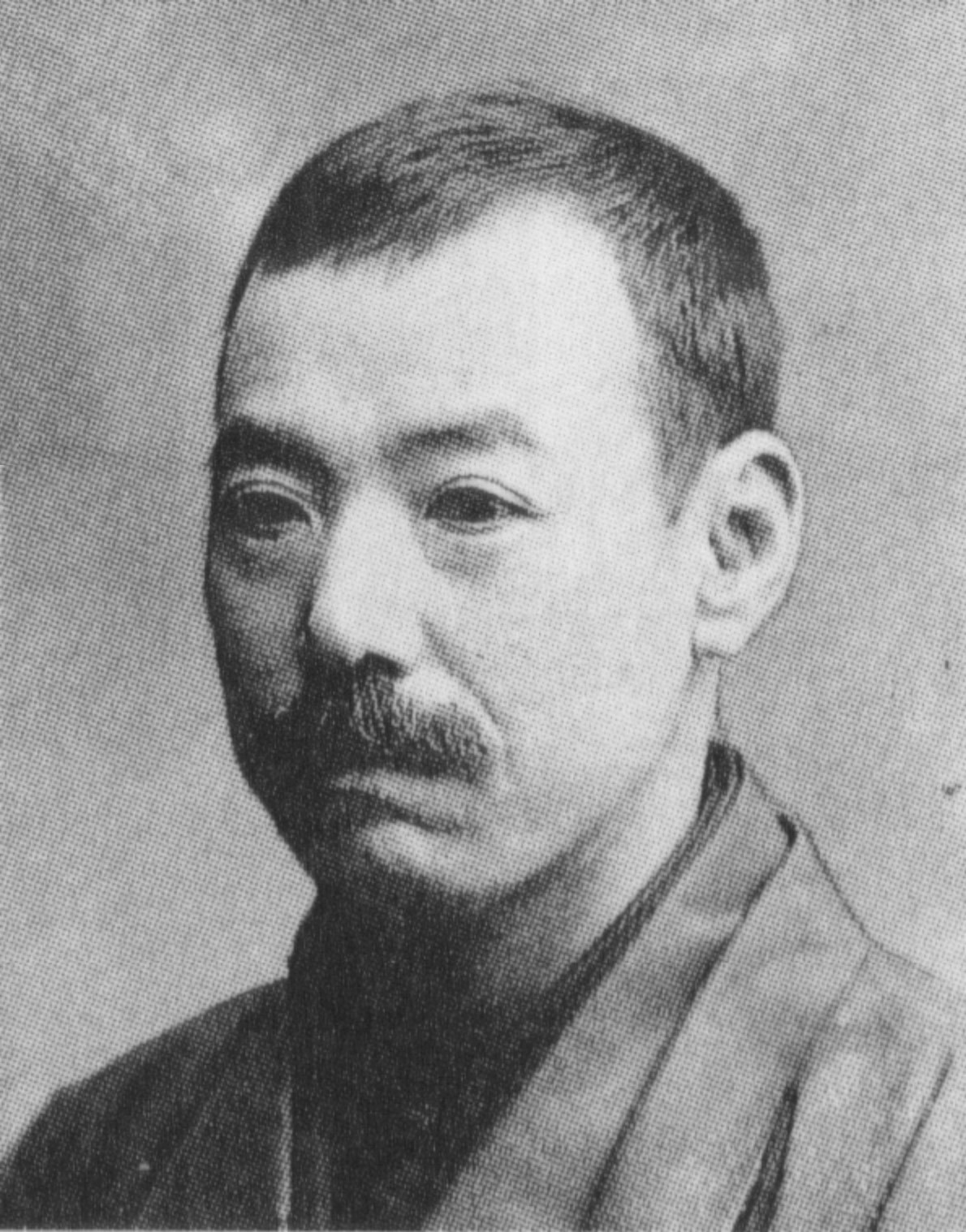
Kawakami Otojirō

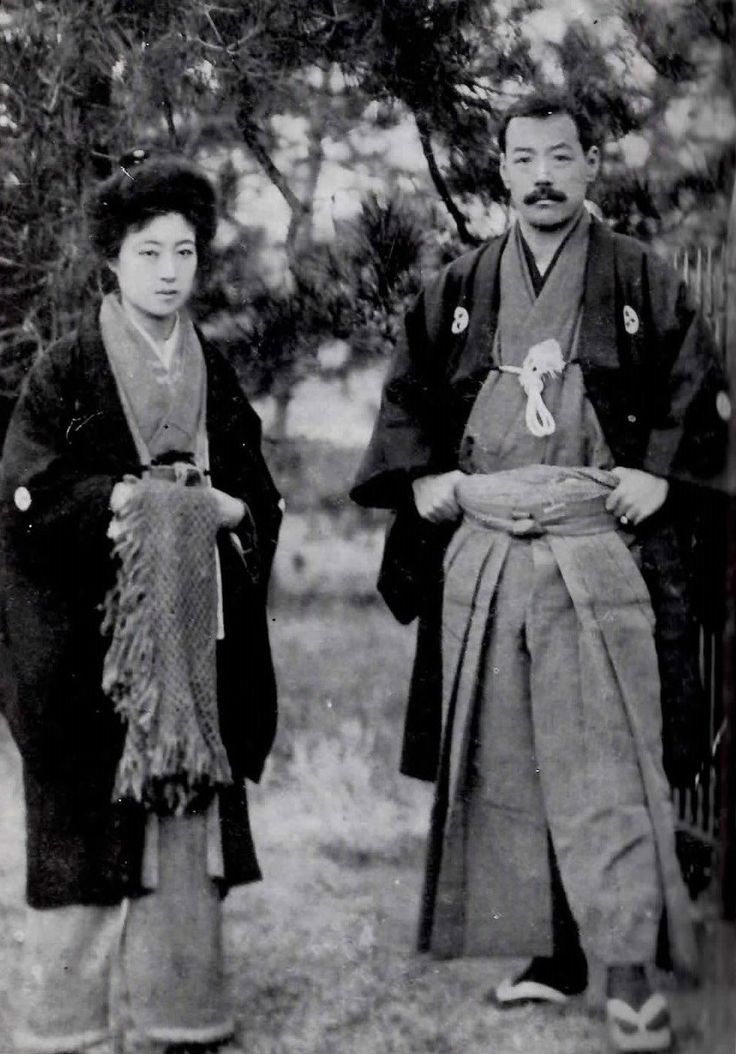
Kawakami und seine Frau

Kawakami Otojirō (japanisch 川上 音二郎; geboren 8. Februar 1864 in Hakata (Präfektur Fukuoka); gestorben 11. November 1911) war ein japanischer Schauspieler und Theaterunternehmer während der Meiji-Zeit. 

## Leben und Werk
Kawakami Otojirō wurde in Hakata geboren. Er zog mit seiner Familie nach Tōkyō, wo er sich der „Freiheit und Volksrechte Bewegung“ (自由民権運動; Jijū minken undō) anschloss und als Agitator für die Bewegung durch  Japan reiste. Später trat er als humorvoller Alleinunterhalter im Yose-Stil auf, womit er großen Erfolg hatte.
1891 brachte Kawakami Mitschauspieler zusammen und formte eine Theatergruppe, die durchs Land reiste und Stücke mit aktuellen politischen Inhalten in einem Stil aufführte, der dem Kabuki ähnelte. 1893 reiste er nach Paris, studierte das dortige Theater und wechselte nach seiner Rückkehr zu einem apolitischen, melodramatischen Stil. Während des Japanisch-Chinesischen Krieges führte er patriotische Stücke hinter der Front auf. Zwischen 1899 und 1902 unternahm er mit seiner Theatertruppe zwei Reisen nach Europa und Amerika, wobei das Repertoire hauptsächlich aus adaptierten Kabuki-Stücken bestand.
Zwischen 1903 und 1906 führte Kawakami mit großem Erfolg die ersten professionell adaptierten Stücke von Shakespeare und anderen europäischen Autoren auf. Er gab nach und nach die Schauspielerei auf und konzentrierte sich darauf, die Art, wie Stücke aufgeführt und wie Theater gemanagt werden, zu modernisieren. So wurde er zum „Vater des modernen Theaters (新劇, Shingeki)“ in Japan.
Kawakamis Frau Sadayakko (1872–1946) gilt als erste bedeutende moderne Schauspielerin in Japan.